# Super Size Me
A Super Size Me (magyar címén gyakran Mekizd magad vagy McDagadsz) egy 2004-es amerikai dokumentumfilm, mely a rendszeres gyorséttermi étkezés veszélyeire próbálja felhívni a figyelmet.

## Története
Morgan Spurlock, a film rendezője, egyben főszereplője 30 napig kizárólag a McDonald’s által forgalmazott élelmiszereket fogyasztja. Az eredmény figyelemre méltó volt: hirtelen testsúlynövekedés és egészségi állapotának radikális romlása.
Spurlock a következő szabályokat tűzte ki magának:
- Mindennap teljesen megeszik három McDonald’s-menüt (reggelire, ebédre és vacsorára).
- A 30 nap alatt minden, a McDonald’s által kínált ételt legalább egyszer kipróbál (ez már az első kilenc nap alatt sikerült).
- Csak a McDonald’s kínálatában szereplő ételeket fogyaszthatja (ásványvizet is), semmi mást.
- Amikor felajánlják, muszáj a nagyobb adagot választania, magától azonban nem kérheti.
- Naponta körülbelül ugyanannyit mozog, mint egy átlagos amerikai, ez kb. 5000 lépés (nem tartotta teljesen be: amikor New Yorkban tartózkodott, többet járkált, mint Houstonban).

A felszedett kilókat több mint egy év alatt sikerült teljesen leadnia.

## Mások kísérletei
A filmre válaszként többen is folytattak hasonló kísérletet, köztük Fredrik Nyström svéd tudós felügyeletével hét diákja. Nyström megállapította, hogy a kísérlet hatásai nagyban függnek az egyén anyagcseréjétől, ami mindenkinek más, és hogy Spurlock testének reakciója a kísérletre veseproblémák miatt lehetett, esetleg az okozhatta, hogy korábbi életmódja nem készítette fel erre a táplálkozásra.
Scott Caswell New Jersey-i dokumentumfilmes is elvégezte a kísérletet, eredményei megtekinthetőek a honlapján látható Bowling for Morgan című filmben. Caswell is kizárólag McDonald’s-ételeken élt, de nem zabálta túl magát, ahogy Spurlock, aki akkor is magába kényszerítette az ételt, amikor nem volt éhes. Caswell tíz kilót fogyott, és lejjebb ment a koleszterinszintje, ő azonban gyakran fogyasztott Premium salátákat is, amelyek Spurlock kísérlete alatt még nem voltak kaphatóak a McDonald’sban.
James Painter professzor dokumentumfilmje, a Portion Size Me két diákot követ végig, akik egy hónapig a testsúlyuknak megfelelő mennyiségben ettek gyorséttermi ételeket. Mindketten fogytak a kísérlet alatt.